# Geschiedenis van de Joden in Tsjechië

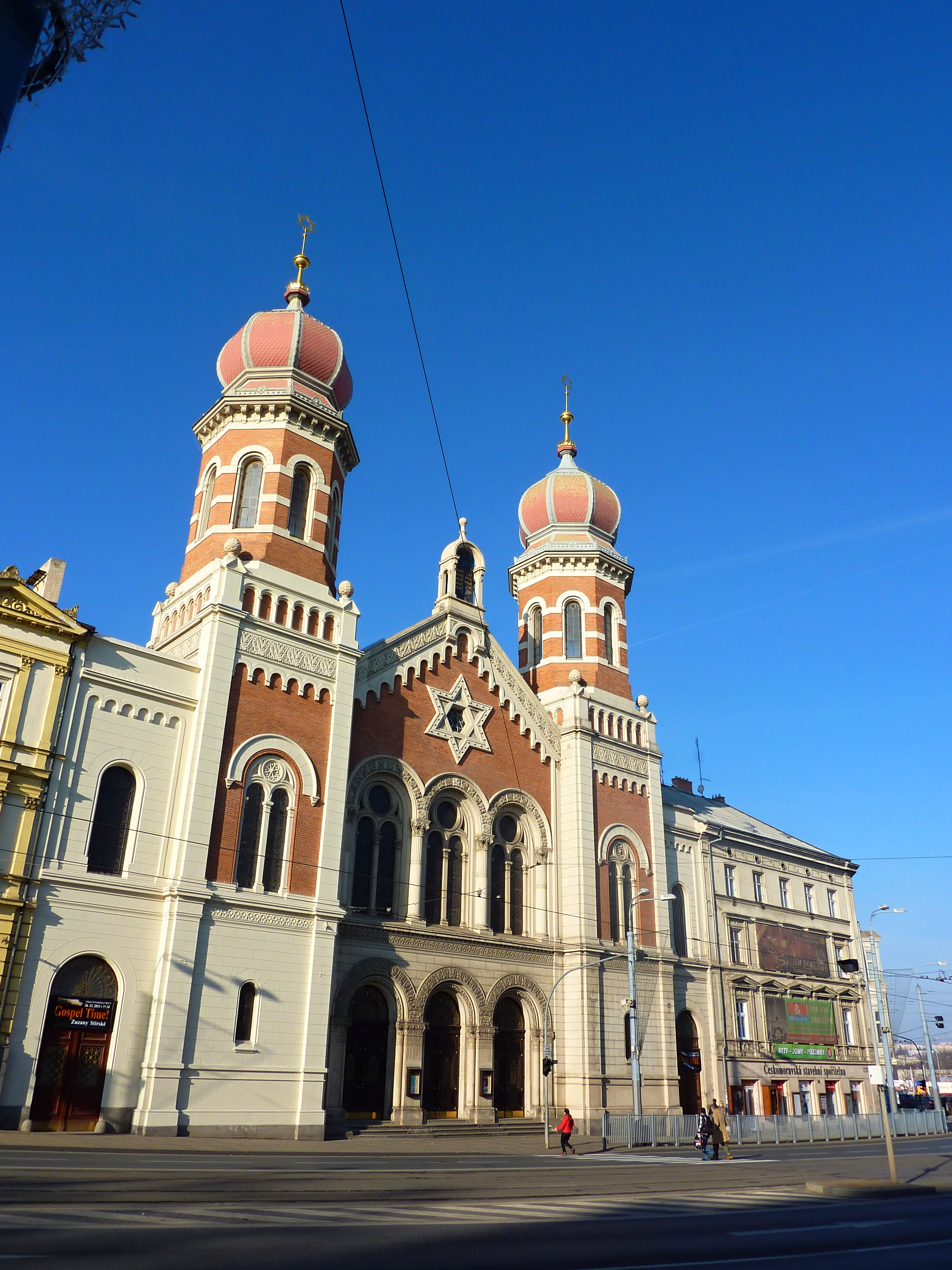
Een synagoge in Plzeň

De geschiedenis van de Joden in Tsjechië (Tsjechisch: Židé v Česku) gaat terug naar de tiende eeuw. Anno 2010 leven er ongeveer 3.900 Joden in Tsjechië, een fractie vergeleken met 125.083 Joden in de volkstelling van 1921.

## Eerste Tsjecho-Slowaakse Republiek
In de jaren 1890 waren de meeste Joden Duitstalig en beschouwden zichzelf als Duitsers. Tegen de jaren 1930 werden Duitstalige Joden qua bevolkingsaantal ingehaald door de Tsjechischsprekende (geassimileerde) Joden. In de late negentiende en vroege twintigste eeuw kwamen duizenden Joden vanuit kleine dorpen en steden in Bohemen naar Praag, wat leidde tot de urbanisatie van de Joodse gemeenschap. Van de 10 miljoen inwoners van Bohemen en Moravië in 1938, vormden Joden slechts 1% van de bevolking (117.551 personen). De meeste Joden woonden in grote steden, zoals Praag (35.403 Joden, die 4,2% van de bevolking uitmaakten), Brno (11.103 personen, oftewel 4,2%) en Ostrava (6.865 personen, oftewel 5,5%).
Het antisemitisme kwam in Tsjechië minder voor dan elders in Europa en werd sterk tegengewerkt door de nationale oprichter en eerste president, Tomáš Garrigue Masaryk, terwijl het secularisme onder zowel joden als niet-joden de integratie bevorderde.
In de negentiende eeuw begon de religiositeit onder elke bevolkingsgroep af te nemen. Hierdoor nam het aantal gemengde huwelijken toe. De Joden van Bohemen hadden het hoogste percentage gemengde huwelijken in Europa; 43,8% trouwde met niet-Joden vergeleken met 30% van de Joodse inwoners in Moravië.

## Holocaust

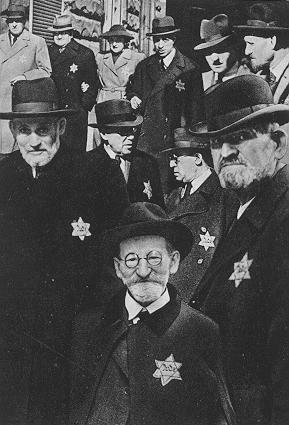
Tsjechische Joden met Jodenster in 1942

In tegenstelling tot de Slowaakse Joden, die vaak van de Eerste Slowaakse Republiek rechtstreeks naar Auschwitz, Treblinka en andere vernietigingskampen werden gedeporteerd, werden de meeste Tsjechische Joden naar concentratiekamp Theresienstadt
gedeporteerd. Sommige Tsjechische Joodse kinderen werden echter gered door ‘Kindertransport’ en ontsnapten naar het Verenigd Koninkrijk en andere geallieerde landen. Sommigen werden na de oorlog herenigd met hun families, terwijl velen hun ouders en familieleden verloren in de concentratiekampen.
Geschat wordt dat van de 118.310 Joden die in het Protectoraat Bohemen en Moravië bij de Duitse invasie in 1939 woonden, 26.000 (legaal en illegaal) emigreerden; 80.000 door de nazi's werden vermoord; en 10.000 de concentratiekampen overleefden.

## Huidige tijd
De meeste Tsjechische Joden wonen in Praag. Er zijn drie joodse kleuterscholen, een joodse dagschool, twee bejaardentehuizen, vijf koosjer restaurants, twee mikwaot, een koosjer hotel. Maandelijks worden drie verschillende Joodse tijdschriften uitgegeven.